# Pras Michel
Pras (pseudoniem van Prakazrel Samuel Michel, geboren op 19 oktober 1972) is een Amerikaans rapper. Hij is bekend als lid van de Fugees met zijn schoolgenoot Lauryn Hill en neef Wyclef Jean.
Toen de The Fugees halverwege de jaren 90 van de 20e eeuw een pauze inlasten, ging Pras solo verder. Hij scoorde in 1998 een nummer 1-hit in onder meer Nederland met het nummer Ghetto Supastar (samen met Mýa en ODB).
In 2001 scoorde hij wederom een #1-hit met Miss California, een samenwerking met de zanger Dante Thomas.
| Single met eventuele hitnotering(en) in de Nederlandse Top 40 | Datum van verschijnen | Datum van binnenkomst | Hoogste positie | Aantal weken | Opmerkingen                   |
| ------------------------------------------------------------- | --------------------- | --------------------- | --------------- | ------------ | ----------------------------- |
| Ghetto Supastar (That Is What You Are)                        | 1998                  | 6-6-1998              | 1(5wk)          | 16           | met Ol' Dirty Bastard & Mýa   |
| Another One Bites The Dust (remix)                            | 1998                  | 10-10-1998            | 21              | 7            | met Queen, Wyclef Jean & Free |
| Blue Angels                                                   | 1998                  | 7-11-1998             | tip             |              |                               |
| Miss California                                               | 2001                  | 4-8-2001              | 1(1wk)          | 14           | met Dante Thomas              |

- Bibliothèque nationale de France: cb14017429f (data)
- Gemeinsame Normdatei: 135111935
- International Standard Name Identifier: 0000 0000 8039 7597
- Library of Congress Control Number: no97057998
- MusicBrainz: f607e1fd-4ae2-41c1-912d-4ad6e9eec279
- Nationale Bibliotheek van Tsjechië: xx0043491
- Virtual International Authority File: 209102
- WorldCat: E39PBJvMvDPyJvCWXdhHDQGPwC